# Маартен ван Ґардерен
Маартен ван Ґардерен (або ван Гардерен (нід. Maarten van Garderen; нар. 24 січня 1990, Ренсвауде) — нідерландський волейболіст, догравальник, гравець національної збірної та грецького клубу ПАОК (Салоніки). Також грає у пляжний волейбол.

## Життєпис
Народився 24 січня 1990 року в Ренсвауде.
Гравець національної збірної, учасник, зокрема, Євро 2019, у тому числі матчу зі збірною України.

### Досягнення
у збірній
- переможець Євроліги 2012,
- бронзовий призер Золотої Євроліги 2019.

клубні
- чемпіон Нідерландів 2012,
- чемпіон Німеччинни 2015,
- чемпіон Туреччини 2021,
- володар Кубка Німеччини 2015.

Особисті
- кращий догравальник Серії А1 2016—2017,
- кращий догравальник Кубка виклику ЄКВ 2020—2021[9].